# Stelis montana
Stelis montana är en biart som beskrevs av Cresson 1864. Stelis montana ingår i släktet pansarbin, och familjen buksamlarbin. Inga underarter finns listade i Catalogue of Life.